# Frente Nacional Popular
El Frente Nacional Popular (en griego: Εθνικό Λαϊκό Μέτωπο, Ethniko Laiko Metopo), también conocido por su acrónimo ELAM, es un partido político de extrema derecha fundado en 2008 en la República de Chipre. Describe su ideología como "nacionalismo popular y social" y promueve el nacionalismo griego, manteniendo estrechos vínculos con el partido ultranacionalista griego Amanecer Dorado. Desde mayo de 2011, se encuentra registrado como partido político legal.

## Programa
El manifiesto del partido de 2011 proclama que el partido promueve una estricta línea antifederalista sobre la disputa de Chipre, una política de antiinmigración de tolerancia cero con respecto a la inmigración ilegal, una educación pública estrictamente centrada en Grecia para contrarrestar la "esclavitud de la globalización" y una política energética que aproveche al máximo la zona económica exclusiva chipriota.

## Resultados electorales

### Cámara de Representantes
| Año  | Votos  | %   | Escaños |
| ---- | ------ | --- | ------- |
| 2011 | 4 354  | 1,1 | 0/56    |
| 2016 | 13 041 | 3,7 | 2/56    |
| 2021 | 24 255 | 6,8 | 4/56    |